# Titanic-wezen

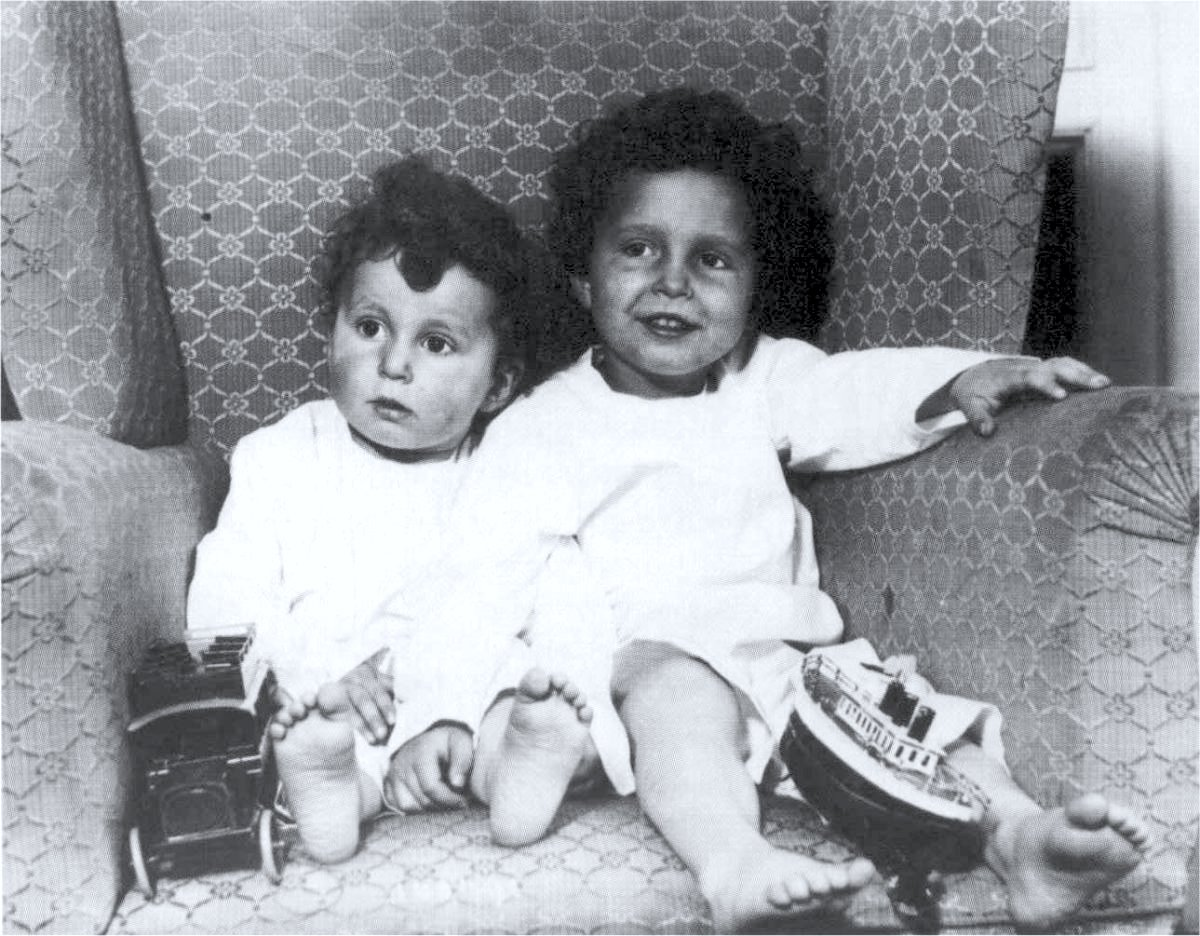
Michel, rechts, en zijn broer, Edmond, op een foto gemaakt voor hun identificatie.

Michel Marcel Navratil (Nice, 12 juni 1908 – Saint-Clément-de-Rivière, 30 januari 2001) en Edmond Roger Navratil (5 maart 1910 – 1953) waren twee broers die beiden de ramp met de RMS Titanic overleefden. Gezamenlijk stonden ze bekend als de Titanic-wezen (Titanic Orphans) omdat ze de enige kinderen in de reddingsboten waren die niet werden vergezeld door een ouder of voogd.
Michel Navratil geniet verder bekendheid vanwege het feit dat hij bij zijn overlijden de laatste mannelijke overlevende van de ramp was.

## Jonge jaren
Michel Marcel Navratil en Edmond Roger Navratil waren de zonen van Michel Navratil, een Slowaakse immigrant, en Marcelle Caretto, een Italiaanse.
Het huwelijk tussen hun ouders verliep moeizaam, en begin 1912 resulteerde het in een echtscheiding. Marcelle Caretto kreeg de voogdij over de kinderen toegewezen, maar stond wel toe dat ze met Pasen bij hun vader zouden verblijven. Hun vader besloot echter van deze kans te profiteren om zijn kinderen mee te nemen naar de Verenigde Staten. Na een kort verblijf in Monte Carlo reisden ze door naar Engeland en gingen daar aan boord van de Titanic.

## Titanic

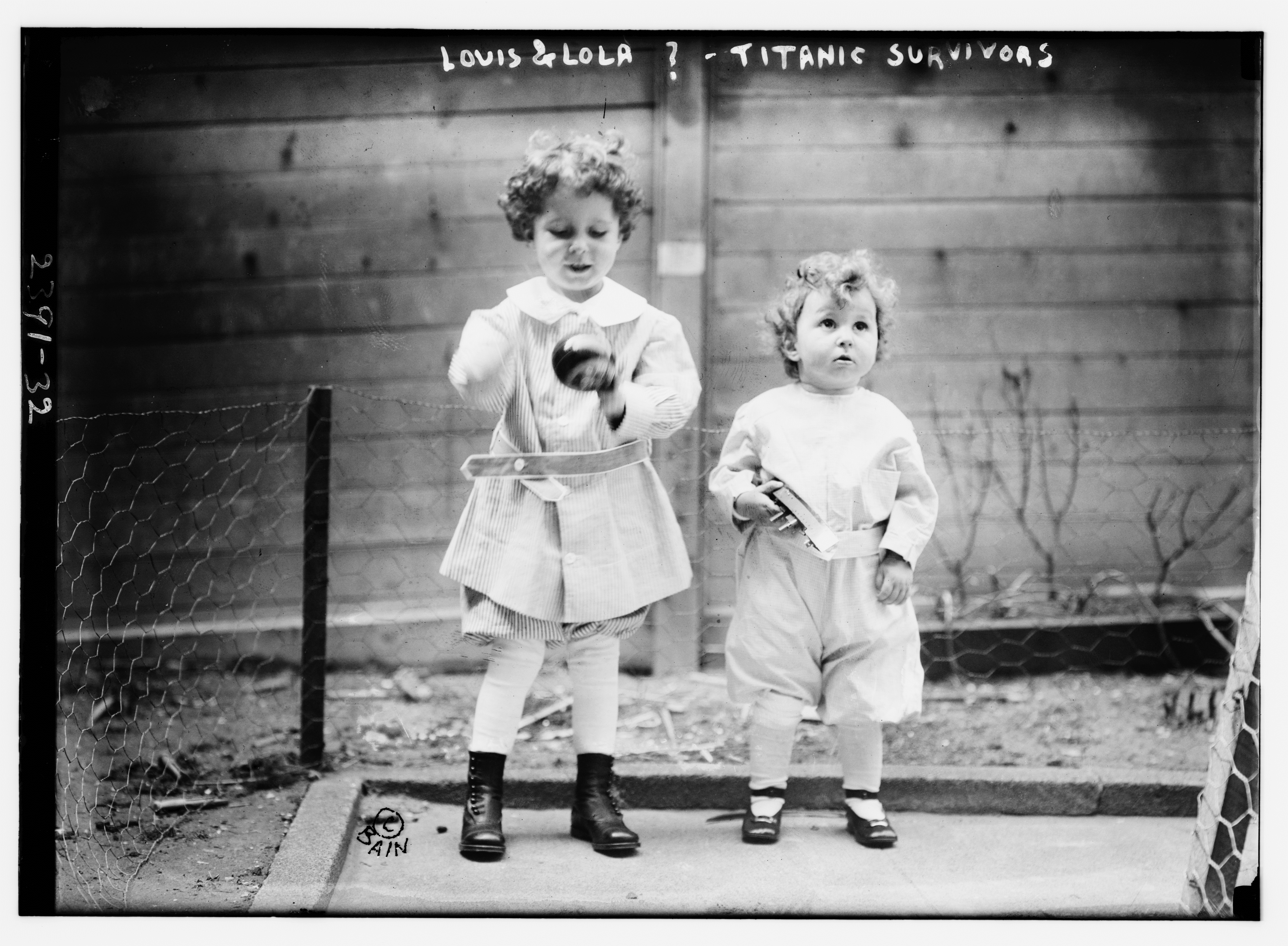
Nog een identificatiefoto van de broers.

Op 10 april 1912 gingen Michel, zijn broer en vader aan boord van de Titanic. Ze reisden tweede klas. Michel Navratil Sr. reisde onder het pseudoniem 'Louis M. Hoffman', en liet zijn zoons registreren als 'Loto' en 'Louis'. Aan zijn medepassagiers vertelde hij dat hij weduwnaar was.
Nadat de Titanic op de ijsberg was gebotst en zonk, werden Michel en Edmond door hun vader in reddingsboot D gezet; de laatste reddingsboot die succesvol te water werd gelaten. Zelf overleefde hun vader de ramp niet. Hoewel Michel Navratil ten tijde van de ramp vier jaar oud was, bleef hij later in zijn leven altijd volhouden zich perfect te herinneren hoe die avond was. Zo zou zijn vader hem nog hebben verteld dat hun moeder hen zeker zou komen zoeken, en ze haar moesten vertellen dat hij van haar hield. Michel Navratils lichaam werd later gevonden door de CS Mackay-Bennett.
Over de redding meldde Michel het volgende:

I don't recall being afraid, I remember the pleasure, really, of going plop! into the life-boat. We ended up next to the daughter of an American banker who managed to save her dog--no one objected. There were vast differences of people's wealth on the ship, and I realized later that if we hadn't been in second-class, we'd have died. The people who came out alive often cheated and were aggressive, the honest didn't stand a chance." 
— Michel Navratil, vertaald door Encyclopedia Titanica

Na de redding konden Michel en Edmond Navratil zich niet identificeren omdat ze geen Engels spraken. De media noemden hen daarom "de Titanic-wezen". De Franssprekende passagier Margaret Hays bekommerde zich om de jongens. Hun foto’s werden in verschillende kranten gepubliceerd in de hoop dat ze geïdentificeerd zouden worden. Marcelle Caretto zag de foto uiteindelijk en reisde af naar New York, waar ze op 16 mei 1912 met haar kinderen werd herenigd. Ze nam hen vervolgens mee terug naar Frankrijk.

## Latere jaren

### Michel
Michel Navratil studeerde filosofie en trouwde in 1933 met een medestudent. Hij haalde uiteindelijk een doctoraat en werd professor in filosofie aan de universiteit van Montpellier. In zijn leven bleef hij van mening dat zijn ontsnapping aan de dood op zo’n jonge leeftijd, en het verlies van zijn vader, van sterke invloed waren op zijn filosofisch denken.
In 1987 was Michel Navratil aanwezig bij de herdenking van de ramp in Wilmington (Delaware). Dit was zijn eerste bezoek aan de Verenigde Staten sinds 1912. Het jaar erop voegde hij zich bij tien medeoverlevenden in de Titanic Historical Society conventie in Boston. In 1996 ging hij met medeoverlevenden Eleanor Shuman en Edith Haisman mee op een cruise naar de locatie van het wrak. Op 27 augustus dat jaar bezocht hij voor het eerst in zijn leven het graf van zijn vader.
Michel Navratil woonde de laatste jaren van zijn leven in Montpellier. Hij stierf op 92-jarige leeftijd.
Michel had een dochter, Élisabeth. Zij schreef de ervaringen van haar vader, oom en grootvader op in een boek getiteld Les enfants du Titanic (de kinderen van de Titanic).

### Edmond
Edmond Navratil werd later in het leven architect en interieurontwerper. Hij vocht tijdens de Tweede Wereldoorlog mee in het Franse leger, waarbij hij onder andere als krijgsgevangene in een kamp belandde. Hij overleefde de oorlog, maar zijn gezondheid ging nadien snel achteruit. Hij overleed in 1953 op 43-jarige leeftijd.